# Kim Bong-kil
Kim Bong-kil (김봉길?, 金奉吉?; 15 marzo 1966) è un allenatore di calcio ed ex calciatore sudcoreano, di ruolo centrocampista.